# یواس‌اس جان ال هال (اف‌اف‌جی-۳۲)
یواس‌اس جان ال هال (اف‌اف‌جی-۳۲) (به انگلیسی: USS John L. Hall (FFG-32)) یک کشتی است که طول آن ۴۵۳ فوت (۱۳۸ متر), در کل می‌باشد. این کشتی  در سال ۱۹۸۱ ساخته شد.